# Demianka
La Demianka (en russe : Демьянка)  est  une rivière de Russie longue de 1 160 km, affluent droit de l'Irtych (bassin de l'Ob) qui coule dans la plaine de Sibérie occidentale, dans les oblasts d'Omsk et de Tioumen.

## Géographie
Son bassin a une superficie de 34 800 km2, c'est-à-dire une surface plus étendue que celle de la Moldavie ou de la Belgique.
La Demianka prend naissance dans les marais de Vassiougan, au nord-est de l'oblast d'Omsk. Son parcours se déroule dans une zone presque totalement plane, marécageuse et couverte par la taïga, au centre de la vaste plaine de Sibérie occidentale. Le cours de la rivière est globalement orienté de l'est vers l'ouest. Elle ne traverse aucun centre urbain de quelque importance. Elle finit par se jeter dans l'Irtych en rive droite aux environs de la ville de Demianskoïe, dans l'oblast de Tioumen.
De même que tous les cours d'eau sibériens, la Demianka subit de longues périodes de gel intense (six mois par an, depuis fin octobre-début novembre, jusqu'à la fin du mois d'avril ou au début du mois de mai), et de vastes étendues du territoire de son bassin sont gelées en permanence en profondeur (pergélisol). À l'arrivée du printemps, avec le dégel, la rivière inonde de vastes zones qu'elle transforme en terrains marécageux.

## Affluents
Ses principaux affluents sont :
- de droite : le Keoum
- de gauche : le Tegous et l'Imgyt

## Hydrométrie - Les débits mensuels à Sorovaïa
Le débit de la Demianka a été observé pendant 15 ans (de 1978 à 1992) à Sorovaïa, localité située à 82 kilomètres de sa confluence avec l'Irtych.
Le débit interannuel moyen ou module observé à Sorovaïa sur cette période était de 167 m3/s pour une surface de drainage de 32 700 km2, soit plus ou moins 94 % de la totalité du bassin versant de la rivière qui compte 34 800 km2. La lame d'eau écoulée dans ce bassin versant se monte ainsi à 161 millimètres par an, ce qui doit être considéré comme modéré, mais assez abondant dans le contexte du bassin de l'Irtych, caractérisé généralement par un écoulement assez médiocre.
Rivière alimentée en partie par la fonte des neiges et aussi par les pluies d'été, la Demianka est un cours d'eau de régime nivo-pluvial qui présente deux saisons bien marquées.
Les hautes eaux se déroulent de la fin du printemps jusqu'à l'automne, du mois de mai au mois d'octobre inclus, avec un sommet en mai-juin qui correspond au dégel et à la fonte des neiges. Le bassin bénéficie de précipitations en toutes saisons. Elles tombent sous forme de pluie en été, ce qui explique que les débits de juillet à septembre-octobre soient soutenus. En octobre, le débit de la rivière baisse, ce qui mène à la période des basses eaux, liée aux très basses températures de l'hiver sibérien. Cette saison de basses eaux, d'une durée de six mois, a lieu de la mi-novembre à la mi-avril et correspond aux importantes gelées qui envahissent toute la région.
Le débit moyen mensuel observé en mars (minimum d'étiage) est de 23,6 m3/s, soit plus ou moins 3 % du débit moyen du mois de mai (725 m3/s), ce qui souligne l'amplitude très élevée des variations saisonnières. Sur la durée d'observation de 15 ans, le débit mensuel minimal a été de 14,7 m3/s en mars 1982, tandis que le débit mensuel maximal s'élevait à 1 280 m3/s en juin 1979.
En ce qui concerne la période estivale, libre de glaces (de mai à septembre inclus), le débit mensuel minimal observé a été de 24,3 m3/s en septembre 1989. Un débit mensuel estival inférieur à 25 m3/s est très exceptionnel.